# Вромбчинковське-Голендри
Вромбчинковське-Голендри (пол. Wrąbczynkowskie Holendry) — село в Польщі, у гміні Пиздри Вжесінського повіту Великопольського воєводства.
Населення — 157 осіб (2011).
У 1975-1998 роках село належало до Конінського воєводства.

## Демографія
Демографічна структура станом на 31 березня 2011 року:
|          | Загалом | Допрацездатний вік | Працездатний вік | Постпрацездатний вік |
| -------- | ------- | ------------------ | ---------------- | -------------------- |
| Чоловіки | 83      | 18                 | 55               | 10                   |
| Жінки    | 74      | 15                 | 39               | 20                   |
| Разом    | 157     | 33                 | 94               | 30                   |